# Aki Kaurismäki
Aki Olavi Kaurismäki (pronúnciaⓘ) (Orimattila, Finlândia, 4 de abril de 1957) é um roteirista, produtor de cinema e cineasta finlandês.

## Carreira
Aki Kaurismäki começou sua carreira como codiretor nos filmes de seu irmão mais velho, Mika Kaurismäki. Sua estreia como diretor independênte foi em Crime and Punishment (1983), a famosa história criminal de Dostoiévski passada na Helsínquia dos dias atuais.
Ganhou notabilidade internacional com seu filme Leningrad Cowboys Go America. Seu estilo sofre influências de diretores como Jean-Pierre Melville e Robert Bresson, contando com atuações moderadas e um conto de história cinematográfico simples para transmitir sua mensagem. Os críticos também veem uma influência de Rainer Werner Fassbinder mas Kaurismäki disse que ele de alguma forma nunca teve interesse em ver qualquer filme de Fassbinder até os últimos anos. Seus filmes tem um lado humorístico subestimado que também pode ser visto em filmes de Jim Jarmusch que tem um participação especial no filme Leningrad Cowboys Go America. Jarmusch também usou atores de Kaurismäki em seu filme Night on Earth, uma parte da qual se passa em Helsínquia, na Finlândia.
Muito de seu trabalho é centrado em sua cidade nativa de Helsínquia, particularmente Calamary Union que é amplamente filmado na vizinhança operária de Kallio e a trilogia que compreende Shadows in Paradise, Ariel e The Match Factory Girl. Sua visão de Helsínquia é, nota-se, crítica em singularmente não romântica. Sem dúvida, os personagens geralmente falam sobre como eles desejam deixar Helsínquia: alguns terminam na América do Sul (Ariel), outros na Estônia (Kalamari Union e Take Care of Your Scarf tatjana). As filmagens se passam na década de 1980, mesmo nos filmes mais recentes.

## Prêmios e protestos
Em matéria de prêmios, o filme mais bem sucedido de Kaurismäki foi The Man Without a Past. Foi vencedor do Grand Prix no Festival de Cannes em 2002 e foi nominado para o Óscar como Melhor Filme de Língua Estrangeira em 2003. Entretanto, Kaurismäki recusou estar presente na cerimônia, registrando que ele particularmente não se sentia com espírito para festas em uma nação em atual estado de guerra. Lights in the Dusk, o filme seguinte de Kaurismäki, foi escolhido para ser a nominação finlandesa na categoria Melhor Filme em Língua Estrangeira. Kaurismäki novamente decidiu boicotar o prêmio e recusou a indicação como protesto contra a política exterior do Presidente dos Estados Unidos, George W. Bush.

## Filmografia

### Filmes de Ficção
- Rikos ja rangaistus (Crime and Punishment), (1983)[2] (BR: Crime e Castigo)
- Calamari Union (1985)[3]
- Varjoja paratiisissa (Shadows in Paradise) (1986) (BR: Sombras no paraíso)
- Hamlet liikemaailmassa (Hamlet Goes Business) (1987)
- Ariel, 1988
- Likaiset kädet (Les mains sales) (1989) (Produção para a TV finlandesa)
- Leningrad Cowboys Go America (1989)
- Tulitikkutehtaan tyttö (The Match Factory Girl) (1990) (BR: A garota da fábrica de caixas de fósforos)
- I Hired a Contract Killer (1990) (BR: Contratei um matador profissional)
- Boheemielämää (La vie de bohème) (1992) (BR: A vida boêmia)
- Pidä huivista kiinni, Tatjana (Take Care of Your Scarf, Tatiana) (1994)
- Leningrad Cowboys Meet Moses (1994)
- Kauas pilvet karkaavat (Drifting Clouds) (1996) (BR: Nuvens passageiras)
- Juha, (1999)
- Mies vailla menneisyyttä ('The Man Without a Past) (2002) (BR: O homem sem passado)
- Laitakaupungin valot (2006) (Lights in the Dusk) (BR: Luzes na escuridão)
- Le Havre, (2011)[4] (BR: O porto)
- Toivon tuolla puolen, (2017) (BR: O outro lado da esperança)
- Kuolleet lehdet (2023) (BR: Folhas de outono)

### Documentários
- Saimaa-ilmiö (Saimaa Gesture) (1981)
- Total Balalaika Show (1994)
- Juice Leskinen & Grand Slam: Bluesia Pieksämäen asemalla, 2013

### Curta-metragens
- Rocky VI (1986)(8 min)
- Through the Wire (1987)(6 min)
- Rich Little Bitch (1987)(6 min)
- L.A. Woman (1987)(5 min)
- Those Were The Days (1991)(5 min)
- These Boots (1992)(5 min)
- Välittäjä (1996?)
- Dogs Have No Hell (2002) (episódio de 10 minutos no filme colaborativo Ten Minutes Older - The Trumpet)
- Bico (2004) (episódio de 5 minutos no filme colaborativo Visions of Europe)
- The Foundry (2006) (episódio de 3 minutos no filme colaborativo To Each His Own Cinema)
- Tavern Man (2012) (episódio de 14 minutos no filme colaborativo Centro Histórico)
- Vandaleyne (2015) (cameo)